# Punto debole (romanzo)
Punto debole (Cross My Heart) è un romanzo poliziesco dello scrittore statunitense James Patterson e fa parte di una serie di romanzi sul detective Alex Cross.

## Trama
Alex Cross è un uomo di famiglia: ama i suoi figli, sua nonna e la sua bellissima moglie Brianna. Alex Cross è riuscito a fermare i serial killer e a sopravvivere. Ma tutto ciò sta per cambiare. Quando un nuovo nemico prende di mira Cross e la sua famiglia, Cross si ritrova in un gioco completamente nuovo. Se cerca di salvare la sua famiglia o di fermare l'assassino, muoiono. Alex può proteggere la sua famiglia e catturare un criminale allo stesso tempo? 

## Edizioni
- James Patterson, Punto debole, Alex Cross, Longanesi, 2017